# Балка Шадина
Балка Шадина — балка (річка) в Україні у Лозівській міській громаді Лозівського району Харківської області. Ліва притока річки Бритаю (басейн Сіверського Дінця).

## Опис
Довжина балки приблизно 8,46 км, площа басейну вод найкоротша відстань між витоком і гирлом — 6,49 км, коефіцієнт звивистості річки — 1,30. Формується декількома струмками та загатами. На деяких ділянках балка пересихає.

## Розташування
Бере початок у селі Лісівське. Тече переважно на північний схід через село Герсеванівське і впадає у річку Бритай, праву притоку річки Береки на південному-сході від села Михайлівки.

## Притоки
- Балка Хутірна - права притока у Близнюківській селищній та Лозівській міській громадах. Бере початок у селі Слобожанське. Тече переважно на північний схід понад селом Квітневе та через присілок села Михайлівка і впадає у балку Шадина.[4]

## Цікаві факти
- У XX столітті на балці існували молочно-тваринні ферми (МТФ) та газові свердловини[2], а у XIX столітті — скотний двір та декілька вітряних млинів[1].